# Benoni Ambăruș
Benoni Ambăruș (Somoska, 1974. szeptember 22. –) román katolikus pap, a Római egyházmegye segédpüspöke.

## Élete
Benoni Ambăruș a Bákó megyei Somoskán született 1974. szeptember 22-én. 1990 és 1996 között a jászvásári szemináriumban tanult filozófiát és teológiát, majd a római Pápai Római Szemináriumban folytatta szemináriumi tanulmányait. 2000. június 29-én a romániai apostoli nuncius, Jean-Claude Périsset érsek szentelte a Jászvásári egyházmegye papjává. A Gregoriana Pápai Egyetem végzett további tanulmányok után 2001-ben szerezte meg dogmatika szakos engedélyét. Miután 2001-től 2004-ig a Római egyházmegyében a Pápai Római Szemináriumban képezte magát tovább, 2004-től 2007-ig a San Frumenzio ai Prati Fiscali plébánián Római egyházmegyés pappá iktatták be. 2010-ig a San Frumenzió-i plébániai lelkigondozásban, majd két évig a Torre Gaia-i Santa Maria Causa Nostrae Laetitiae templomban dolgozott. 2012 után a Valle Muricana Santi Elisabetta e Zaccaria plébánia lelkésze volt. 2017-től a Római Egyházmegye Egyházmegyei Szeretetszolgálatának alelnöke, 2018-tól elnöke is volt.
2021. március 20-án Ferenc pápa Truentum címzetes püspökévé és a Római egyházmegye segédpüspökévé nevezte ki. Még ugyanezen év május 2-án Angelo De Donatis vikárius-bíboros püspökké szentelte. A két társszentelője Enrico Feroci bíboros és Aurel Percă bukaresti érsek volt.